# موسی سو
موسی سو (فرانسوی: Moussa Sow‎؛ زاده ۱۹ ژانویهٔ ۱۹۸۶) بازیکن فوتبال اهل سنگال است.